# Julian Green
Julian Wesley Green (Tampa, Florida, Estados Unidos, 6 de junio de 1995) es un futbolista germano-estadounidense que juega como centrocampista para el SpVgg Greuther Fürth de Alemania.

## Trayectoria

### Bayern de Múnich
Green es producto de las divisiones inferiores del Bayern de Múnich. Luego de ser promovido al equipo de reservas a mediados de 2013, debutó con el primer equipo del conjunto bávaro un 27 de noviembre de 2013 en la Champions League ante el CSK Moscú, partido en el que ganaron 1-3.

### Cesión al Hamburgo S.V.
El 1 de septiembre de 2014 Green fue enviado a préstamo hasta el final de la temporada 2014-15 al Hamburgo S.V., también de la 1. Bundesliga alemana. Hizo su debut con el club de Hamburgo el 14 de septiembre de 2014, jugando 45 minutos como titular en el partido frente al Hannover 96 por la 1. Bundesliga. Este partido también fue el debut de Green en la Bundesliga.
A finales de octubre, fue nominado al Premio Golden Boy del 2014.

### Regreso al Bayern Munich
Antes de iniciar la temporada 2016-17 de la 1. Bundesliga alemana, se anunció que Green no volvería a jugar con los equipos juveniles del club de Múnich y que el futoblista trataría de ganarse un puesto en el primer equipo. El 30 de julio de 2016, Green anotó una tripleta en un partido de pretemporada frente al Inter de Milán.

### VfB Stuttgart
El 1 de enero de 2017 Green se incorporó al VfB Stuttgart.

## Selección nacional
Nació en los Estados Unidos pero vivió gran parte de su vida en Europa. Al ser hijo de un soldado estadounidense afroamericano y de madre alemana, Green tenía la posibilidad de escoger representar tanto a la selección de Alemania como la selección de los Estados Unidos. A nivel juvenil, él fue parte del programa de la Federación Alemana, participando incluso de torneos oficiales de la UEFA con las categorías sub-16, sub-17 y sub-19. También jugó partidos amistosos con la selección sub-20 de Estados Unidos en 2013.
Finalmente, Green decidió realizar su cambio definitivo de asociación el 18 de marzo de 2014, comprometiendo su futuro internacional con los Estados Unidos. El cambio de asociación fue aprobado el lunes 24 de marzo, dejando la puerta libre para que haga su debut con la selección norteamericana en su siguiente partido amistoso, el 2 de abril frente a México. Green hizo su debut internacional en ese partido, ingresando en el minuto 59 del segundo tiempo en reemplazo de Brad Davis.
El 12 de mayo de 2014, el entrenador de la selección estadounidense Jürgen Klinsmann incluyó a Green en la lista provisional de 30 jugadores con miras a la Copa Mundial de Fútbol de 2014. Sorpresivamente, fue incluido en la lista definitiva de 23 jugadores el 22 de mayo. Green debutó en el torneo el 1 de julio de 2014, ingresando en los últimos minutos del tiempo extra del partido de octavos de final ante Bélgica, anotó su primer gol como internacional, fue el único del partido para los estadounidenses en la derrota 1-2.
Green fue titular por primera vez con el conjunto norteamericano en un amistoso frente a la República Checa el 3 de septiembre de 2014.

### Participaciones en Copas del Mundo
| Mundial                        | Sede   | Resultado        |
| ------------------------------ | ------ | ---------------- |
| Copa Mundial de Fútbol de 2014 | Brasil | Octavos de final |

### Goles internacionales
| # | Fecha              | Lugar                                       | Rival   | Gol   | Resultado | Competición                    |
| - | ------------------ | ------------------------------------------- | ------- | ----- | --------- | ------------------------------ |
| 1 | 1 de julio de 2014 | Arena Fonte Nova, Salvador de Bahía, Brasil | Bélgica | 2 - 1 | 2 - 1     | Copa Mundial de Fútbol de 2014 |

## Estadísticas
Actualizado al 18 de mayo de 2025.
| Bayern de Múnich II · Alemania                                                  | 4.ª           | 2013-14       | 23  | 15 | —  | — | — | — | 23  | 15 |
| Bayern de Múnich · Alemania                                                     | 1.ª           | 2013-14       | 0   | 0  | 0  | 0 | 1 | 0 | 1   | 0  |
| Hamburgo S. V. II · Alemania                                                    | 4.ª           | 2014-15       | 1   | 0  | —  | — | — | — | 1   | 0  |
| Hamburgo S. V. II · Alemania                                                    | Total club    | Total club    | 1   | 0  | 0  | 0 | 0 | 0 | 1   | 0  |
| Hamburgo S. V. · Alemania                                                       | 1.ª           | 2014-15       | 5   | 0  | 0  | 0 | — | — | 5   | 0  |
| Hamburgo S. V. · Alemania                                                       | Total club    | Total club    | 5   | 0  | 0  | 0 | 0 | 0 | 5   | 0  |
| Bayern de Múnich II · Alemania                                                  | 4.ª           | 2015-16       | 28  | 10 | —  | — | — | — | 28  | 10 |
| Bayern de Múnich II · Alemania                                                  | Total club    | Total club    | 51  | 25 | 0  | 0 | 0 | 0 | 51  | 25 |
| Bayern de Múnich · Alemania                                                     | 1.ª           | 2015-16       | 0   | 0  | 0  | 0 | 1 | 0 | 1   | 0  |
| Bayern de Múnich · Alemania                                                     | 1.ª           | 2016-17       | 0   | 0  | 2  | 1 | 0 | 0 | 2   | 1  |
| Bayern de Múnich · Alemania                                                     | Total club    | Total club    | 0   | 0  | 2  | 1 | 2 | 0 | 4   | 1  |
| VfB Stuttgart · Alemania                                                        | 2.ª           | 2016-17       | 10  | 1  | 0  | 0 | — | — | 10  | 1  |
| VfB Stuttgart · Alemania                                                        | Total club    | Total club    | 10  | 1  | 0  | 0 | 0 | 0 | 10  | 1  |
| SpVgg Greuther Fürth · Alemania                                                 | 2.ª           | 2017-18       | 24  | 3  | 0  | 0 | — | — | 24  | 3  |
| SpVgg Greuther Fürth · Alemania                                                 | 2.ª           | 2018-19       | 29  | 4  | 1  | 0 | — | — | 30  | 4  |
| SpVgg Greuther Fürth · Alemania                                                 | 2.ª           | 2019-20       | 23  | 4  | 1  | 0 | — | — | 24  | 4  |
| SpVgg Greuther Fürth · Alemania                                                 | 2.ª           | 2020-21       | 30  | 9  | 3  | 1 | — | — | 33  | 10 |
| SpVgg Greuther Fürth · Alemania                                                 | 1.ª           | 2021-22       | 24  | 0  | 1  | 1 | — | — | 25  | 1  |
| SpVgg Greuther Fürth · Alemania                                                 | 2.ª           | 2022-23       | 28  | 7  | 1  | 0 | — | — | 29  | 7  |
| SpVgg Greuther Fürth · Alemania                                                 | 2.ª           | 2023-24       | 25  | 4  | 2  | 0 | — | — | 27  | 4  |
| SpVgg Greuther Fürth · Alemania                                                 | 2.ª           | 2024-25       | 28  | 7  | 2  | 0 | — | — | 30  | 7  |
| SpVgg Greuther Fürth · Alemania                                                 | Total club    | Total club    | 211 | 38 | 11 | 2 | 0 | 0 | 222 | 40 |
| Total carrera                                                                   | Total carrera | Total carrera | 278 | 64 | 13 | 3 | 2 | 0 | 293 | 67 |
| (1)Incluye datos de la Liga de Campeones de la UEFA (2013-14, 2015-16, 2016-17) |               |               |     |    |    |   |   |   |     |    |

## Palmarés

### Títulos nacionales
| Competición           | Equipo           | País     | Año     |
| --------------------- | ---------------- | -------- | ------- |
| Bundesliga            | Bayern de Múnich | Alemania | 2013-14 |
| Copa de Alemania      | Bayern de Múnich | Alemania | 2013-14 |
| Bundesliga            | Bayern de Múnich | Alemania | 2014-15 |
| Bundesliga            | Bayern de Múnich | Alemania | 2015-16 |
| Supercopa de Alemania | Bayern de Múnich | Alemania | 2016    |

### Títulos  internacionales
| Competición       | Equipo           | País      | Año  |
| ----------------- | ---------------- | --------- | ---- |
| Mundial de Clubes | Bayern de Múnich | Marruecos | 2013 |